# Lycodon fasciatus
Lycodon fasciatus är en ormart som beskrevs av Anderson 1879. Lycodon fasciatus ingår i släktet Lycodon och familjen snokar. Inga underarter finns listade i Catalogue of Life.
Denna orm förekommer i Sydostasien från Indien och södra Kina till Vietnam och Thailand. Honor lägger troligtvis ägg.